# ابیریبا
ابیریبا (به لاتین: Abiriba) در نیجریه است که در اراضی ابیا واقع شده‌است.